# 新八日市站
新八日市站（日语：／ Shin-Yokaichi eki */?）是位於滋賀縣東近江市八日市清水，近江鐵道八日市線的車站。車站編號為OR16。站名附有「新」字，這是由於在湖南鐵道時代，已經有另一間鐵路公司近江鐵道設有八日市站。

## 歷史
從前此站會延伸至御園站（舊·飛行場站）（前往御園方向的分支點是靠近近江八幡站一方，因此新八日市成為折返式車站）。在近江鐵道合併後，向八日市站一向敷設了路軌，後來御園站方向的路段廢止。御園站方向鄰站是八日市中野站。
- 1913年（大正2年）12月29日 - 湖南鐵道開設終點站八日市口站。
- 1919年（大正8年）7月1日 - 車站改名為新八日市站[4]。
- 1922年（大正11年） - 車站大樓翻新[5]。
- 1927年（昭和2年）5月15日 - 與琵琶湖鐵道汽船合併，成為琵琶湖鐵道汽船車站。
- 1929年（昭和4年）4月1日 - 轉讓至八日市鐵道，成為八日市鐵道車站。
- 1930年（昭和5年）10月1日 - 此站至飛行場站（後來為御園站）之間開通，成為中途站。
- 1944年（昭和19年）3月1日 - 與近江鐵道合併，成為近江鐵道車站。
- 1946年（昭和21年）1月1日 - 此站至八日市站之間開通，成為分支車站。
- 1948年（昭和23年）8月1日 - 此站至御園站之間暫停服務。
- 1964年（昭和39年）9月25日 - 此站至御園站之正式廢止，回復中途車站。

## 車站構造
車站是一座地面車站，設有2面2線的相對式月台。在平日早上7：00～8：50和黃昏16：00～18：30之間設有職員當值，成為有人車站。但是在黃昏時段，職員只會為下車客收集車票。
車站大樓外牆塗上了淺綠色。大樓是一座西式建築物。據說在車站啟用已經成為車站大樓。車站大樓是在車站啟用9年後的1922年（大正11年）才建成。車站大樓2樓曾經是八日市線的前身湖南鐵道和八日市鐵道的總部。在建設當時的西邊的平家部分已經拆毀，變成空地。車站大樓1樓在八日市鐵道時代前為特等乘客專用候車室。在2003～2004年之間被圍封（在車站大樓正面的右邊）。大樓外牆在夏季會長滿常春藤。
由於此站與八日市站之駅的距離只有500米。但是由於需求較大，該區間的車費比較貴。一般車費方面，此站至近江八幡站為390日圓，此站至八日市站為460日圓。

## 使用狀況
根據「東近江市統計書」，以下為近年一日平均乘車人次。
| 年度   | 一日平均 乘車人次 |
| ------ | ----------------- |
| 2002年 | 393               |
| 2003年 | 379               |
| 2004年 | 376               |
| 2005年 | 417               |
| 2006年 | 435               |
| 2007年 | 433               |
| 2008年 | 430               |
| 2009年 | 424               |
| 2010年 | 429               |
| 2011年 | 441               |
| 2012年 | 448               |
| 2013年 | 466               |
| 2014年 | 463               |
| 2015年 | 494               |
| 2016年 | 505               |

## 車站周邊
- 天理教湖東大教會
- 八日市郵局（日语：八日市郵便局）
- 國道421號（日语：国道421号）

## 相鄰車站
近江鐵道
■八日市線（萬葉茜線）
■快速（平日早上只有1班）
通過
■普通
太郎坊宮前（OR17）－新八日市（OR16）－八日市（OR15）

## 注腳
1. ↑  《東海道ライン第6巻》11頁
2. ↑  柳川凡 「近江鉄道前駅構内配線図」《カラーブックス 日本の私鉄24 近畿》123頁。
3. ↑  白土貞夫 「私鉄車両めぐり83 近江鉄道(上)」88頁。
4. ↑  「輕便鐵道停車場名改稱」《官報》1919年7月10日（日語）（國立國會圖書館數碼化收藏）
5. 1 2  高見彰彦「湖南鉄道の写真と新八日市駅の駅舎建築時期について」《鐵道史料》(鐵道史資料保存會)No.147 2016年，53-59頁
6. ↑  新八日市駅 鉄道本社の貫禄が残る西洋風駅舎(2009年放送) （页面存档备份，存于）（日語） 《にっぽん木造駅舎の旅》NHK映像地圖道志～新日本風土記存檔～(2018年4月18日參閲)
7. ↑  高見彰彦「湖南鉄道・八日市鉄道の乗車券と沿線案内」《鐵道史料》(鐵道史資料保存會)No.149 2016年

## 外部連結
- 新八日市站 （页面存档备份，存于）（日語）（各站資訊）- 近江鐵道